# Das muss doch Liebe sein
Das muss doch Liebe sein – trzydziesty szósty album muzyczny niemieckiej grupy muzycznej Die Flippers. Płyta pojawiła się w roku 2001.

## Lista utworów
1. Bye, bye Belinda – 3:03
2. Zwei Herzen in der Sommernacht – 3:33
3. Du bist wieder da – 3:13
4. In einer andern Welt – 2:59
5. Im Hafen deiner Sehnsucht – 3:21
6. Ich hab heut Liebeskummer wegen dir – 3:03
7. Liebe kennt keine Sprache – 3:27
8. Wo ein Herz ist, ist auch ein Weg – 3:18
9. Schmetterlinge – 2:54
10. Du bist 'ne Wucht Chérie – 3:28
11. Ich träume von Santo Domingo – 3:59
12. Madeira – 3:27
13. Sie will einen Italiener – 3:10
14. Das muss doch Liebe sein – 3:30